# Pizzicato

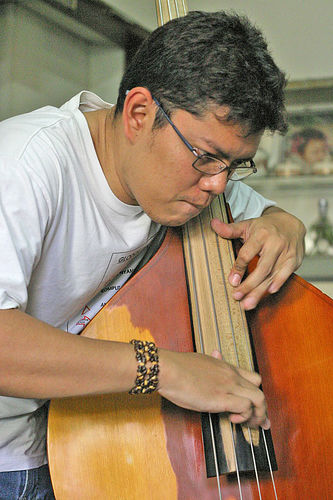
Gra pizzicato na kontrabasie

Pizzicato (wym. [pittsiˈkaːto], tłum. szarpany, zrywany) – technika artykulacyjna, polegająca na  wprowadzeniu w ruch struny instrumentu smyczkowego poprzez szarpanie palcem.